# モスクワ休戦協定
モスクワ休戦協定（モスクワきゅうせんきょうてい、露: Московское перемирие、芬: Moskovan välirauha）は、1944年9月19日にフィンランド側とソビエト連邦、イギリス側によって署名された協定であり、これによって事実上継続戦争は終結した。
この休戦協定は、冬戦争終結に伴う1940年のモスクワ講和条約の条件に多少変更を加え復帰させたものである。なお、第二次世界大戦におけるフィンランドと連合国諸国間の最終的な講和条約は1947年にパリで締結されたパリ条約である。

## 講和条件
1944年夏季、ソ連軍の攻勢に対し、フィンランド軍は良く防戦に努めていたものの、ドイツ軍の敗北に伴い、戦略的な状況は悪化しつつあった。フィンランドは、これを鑑みて、ソ連軍の更なる攻勢の前に、大統領をリスト・リュティからカール・グスタフ・エミール・マンネルヘイムに交代させ、9月19日にモスクワ休戦協定を調印した。
モスクワ休戦協定の講和条件は1940年のモスクワ講和条約で合意された条件、つまりカレリア、サラそしてフィンランド湾に浮かぶ諸島の割譲に近いものである。この休戦協定ではソ連は新たにペツァモ（現ペチェングスキー）全域の割譲を得た。これにより、フィンランドはニッケル鉱山を失うと共にバレンツ海への出口も失った。さらに、ソ連は、1940年条約で得たハンコ半島の租借権は返上して、かわりにポルッカラの50年間租借権を得た。ポルッカラから首都ヘルシンキは、直線距離で約30kmであり長距離砲で砲撃可能な距離であった。なおポルッカラは1956年にフィンランド統治下に返却された。
他の条件としてフィンランドは、向こう6年間に渡って3億ドル（現在の米ドルで約40億ドル）分の物資をソ連へ賠償することが含まれていた。フィンランドはまた党則を多少変更した後フィンランド共産党を合法化することに同意し、ソ連が当時ファシスト政党と考えていたものを禁止した。さらに、ソ連側は戦争責任があると判断した人物を逮捕し裁判にかけた。この一連の裁判の中でもフィンランド第5代大統領のリスト・リュティに対するものが最も有名である。
ドイツとフィンランド間のリュティ＝リッベントロップ協定は無効化された。休戦協定の第2条には、フィンランド領内のドイツ軍を武装解除する内容となっており、フィンランドは自国領土内にいるドイツ軍へ退出を強いて、1944年から1945年にかけてのラップランド戦争へと繋がった。

## 関連記事
- フィンランド化
- イタリアの降伏
- ブルガリアのクーデター (1944年)（英語版）
- ルーマニア革命 (1944年)
- カレリア問題（英語版）

## 関連書籍
- Malbone W. Graham. (1945). "Armistices – 1944 Style". The American Journal of International Law 39, 2: 286–95.